# Boy Blue (Cyndi Lauper)
Boy Blue è una canzone pop scritta da Cyndi Lauper, Stephen Broughton Lunt e Jeff Bova, pubblicato nel 1987 come quarto singolo tratto dall'album True Colors.

## Descrizione
L'artista ha scritto questa canzone per un suo amico, morto per AIDS. Il titolo è stato tratto da un poema di Eugene Field, Little Boy Blue. Cyndi ha spiegato come nel testo abbia cercato di raccontare qualcosa del suo amico scomparso che in quel periodo, metà degli anni '80, era gravemente malato.
Boy Blue è stato il primo 45 giri di Cyndi Lauper a non entrare nella "top 40".